# Tour de Polonia 2006
La 63.ª edición de la competición ciclista Tour de Polonia fue una carrera de ciclismo en ruta por etapas que se celebró entre el 4 y el 10 de septiembre de 2006 en Polonia con inicio en la ciudad de Gmina Pułtusk y final la ciudad de Karpacz sobre un recorrido de 1225,5 kilómetros.
La carrera formó parte del UCI ProTour 2006 y fue ganada por el alemán Stefan Schumacher del Gerolsteiner seguido del australiano Cadel Evans del Davitamon-Lotto y el italiano Alessandro Ballan del Lampre-Fondital.

## Equipos participantes
| ProTeams (20)- AG2R Prévoyance - Astana - Bouygues Télécom - Caisse d'Épargne-Illes Balears - Cofidis-Le Crédit par Téléphone - Crédit agricole - CSC - Davitamon-Lotto - Discovery Channel - Euskaltel-Euskadi - Gerolsteiner - La Française des jeux - Lampre-Fondital - Liquigas - Team Milram - Phonak Hearing Systems - Quick Step-Innergetic - Rabobank - Saunier Duval-Prodir - T-Mobile Equipos continentales profesionales (3)- Intel-Action - Miche - Ceramica Flaminia |
| |

## Etapas
| Etapa     | Fecha     | Recorrido                | type                   | Distancia (km) | Ganador           | Líder             |
| --------- | --------- | ------------------------ | ---------------------- | -------------- | ----------------- | ----------------- |
| 1.ª etapa | 4 de sep  | Gmina Pułtusk – Olsztyn  | etapa llana            | 214            | Max van Heeswijk  | Max van Heeswijk  |
| 2.ª etapa | 5 de sep  | Ostróda – Elbląg         | etapa llana            | 122,6          | Daniele Bennati   | Wouter Weylandt   |
| 3.ª etapa | 6 de sep  | Gdansk – Torún           | etapa llana            | 225,5          | Fabrizio Guidi    | Fabrizio Guidi    |
| 4.ª etapa | 7 de sep  | Bydgoszcz – Poznań       | etapa llana            | 183            | Daniele Bennati   | Daniele Bennati   |
| 5.ª etapa | 8 de sep  | Legnica – Jelenia Góra   | etapa de media montaña | 192            | Stéphane Augé     | Daniele Bennati   |
| 6.ª etapa | 9 de sep  | Szczawno-Zdrój – Karpacz | etapa de montaña       | 162,4          | Stefan Schumacher | Stefan Schumacher |
| 7.ª etapa | 10 de sep | Jelenia Góra – Karpacz   | etapa de montaña       | 126            | Stefan Schumacher | Stefan Schumacher |

## Clasificaciones finales
Las clasificaciones finalizaron de la siguiente forma:

### Clasificación general
| \| Clasificación general \| Clasificación general \| Clasificación general \| Clasificación general \| Clasificación general \| \| Ciclista \| Ciclista \| Equipo \| Tiempo \| \| \| --------------------- \| --------------------- \| ------------------------------- \| --------------------- \| --------------------- \| \| 1.º \| Stefan Schumacher \| Gerolsteiner \| 31 h 09 min 41 s \| \| \| 2.º \| Cadel Evans \| Davitamon-Lotto \| + 18 min 00 s \| \| \| 3.º \| Alessandro Ballan \| Lampre-Fondital \| + 31 min 00 s \| \| \| 4.º \| Marek Rutkiewicz \| Intel-Action \| + 31 min 00 s \| \| \| 5.º \| Aleksandr Kolobnev \| Rabobank \| + 39 min 00 s \| \| \| 6.º \| Aleksandr Bocharov \| Crédit Agricole \| + 40 min 00 s \| \| \| 7.º \| Cristian Moreni \| Cofidis-Le Crédit par Téléphone \| + 45 min 00 s \| \| \| 8.º \| Vincenzo Nibali \| Liquigas \| + 52 min 00 s \| \| \| 9.º \| Marzio Bruseghin \| Lampre-Fondital \| + 56 min 00 s \| \| \| 10.º \| Leonardo Bertagnolli \| Cofidis-Le Crédit par Téléphone \| + 1 h 01 min 00 s \| \| |                      |                                 |                   |
| |                      |                                 |                   |
| |                      |                                 |                   |
| Clasificación general |                      |                                 |                   |
| Ciclista | Ciclista             | Equipo                          | Tiempo            |
| 1.º | Stefan Schumacher    | Gerolsteiner                    | 31 h 09 min 41 s  |
| 2.º | Cadel Evans          | Davitamon-Lotto                 | + 18 min 00 s     |
| 3.º | Alessandro Ballan    | Lampre-Fondital                 | + 31 min 00 s     |
| 4.º | Marek Rutkiewicz     | Intel-Action                    | + 31 min 00 s     |
| 5.º | Aleksandr Kolobnev   | Rabobank                        | + 39 min 00 s     |
| 6.º | Aleksandr Bocharov   | Crédit Agricole                 | + 40 min 00 s     |
| 7.º | Cristian Moreni      | Cofidis-Le Crédit par Téléphone | + 45 min 00 s     |
| 8.º | Vincenzo Nibali      | Liquigas                        | + 52 min 00 s     |
| 9.º | Marzio Bruseghin     | Lampre-Fondital                 | + 56 min 00 s     |
| 10.º | Leonardo Bertagnolli | Cofidis-Le Crédit par Téléphone | + 1 h 01 min 00 s |